# Ortsgericht

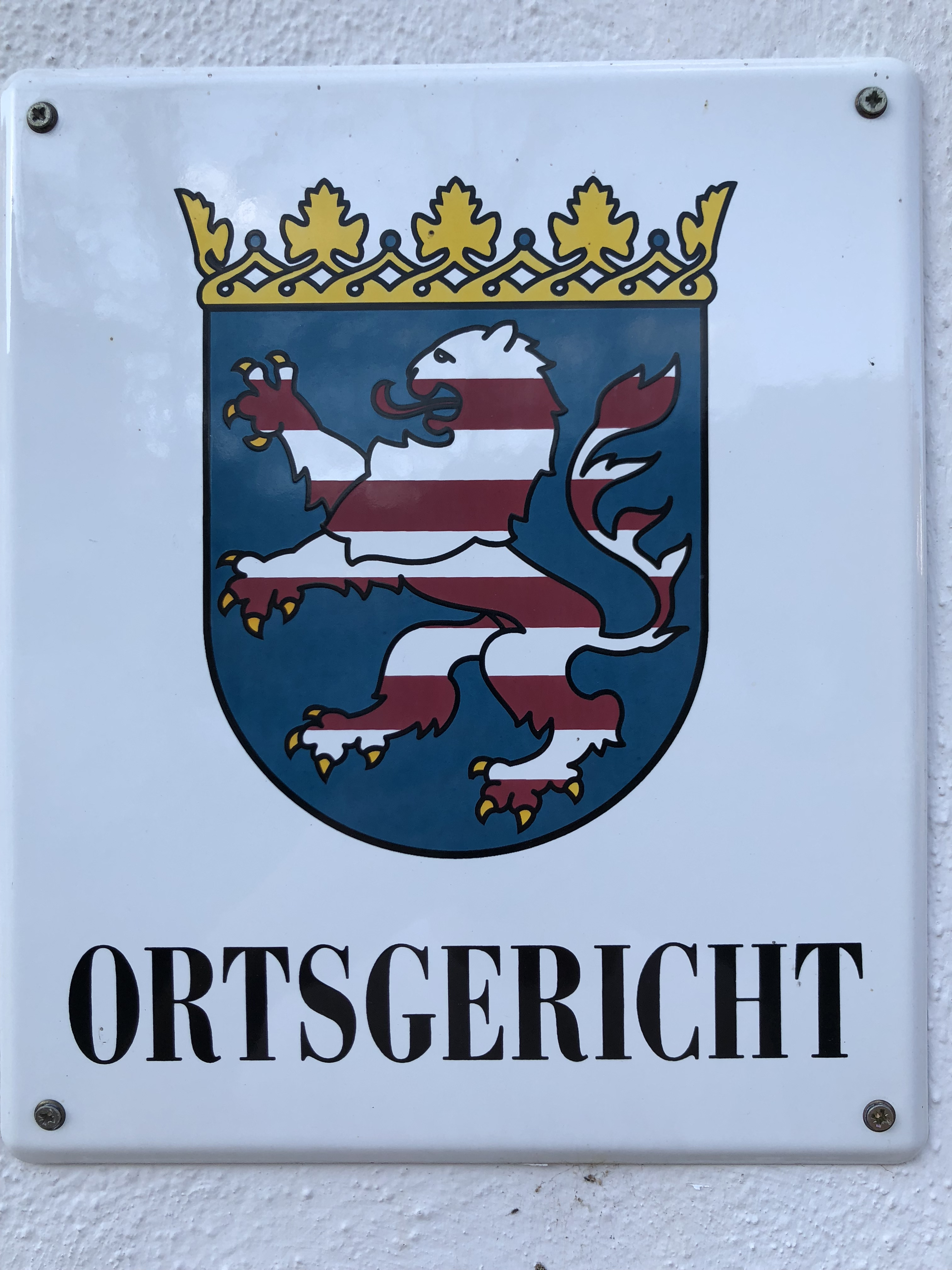
Dienststellenschild eines Ortsgerichtes

Ortsgerichte sind ausschließlich in Hessen durch Landesgesetz errichtete Hilfsbehörden der Justiz. 

## Organisation
Die Dienstaufsicht über die Ortsgerichte liegt bei dem Präsidenten des Oberlandesgerichts und beim Amtsgerichtsdirektor, zu dessen Bezirk das Ortsgericht gehört. Ortsgerichte bestehen in allen hessischen Gemeinden. In Gemeinden mit mehreren Ortsteilen können mehrere Ortsgerichte errichtet werden.
Die jeweiligen Ortsgerichtsmitglieder sind vereidigte Ehrenbeamte. Für jedes Ortsgericht werden ein Ortsgerichtsvorsteher und vier Ortsgerichtsschöffen bestellt. Die betreffenden Personen werden von den jeweiligen kommunalen Gremien vorgeschlagen und von der Justiz in ihr Amt eingesetzt. Rechtsgrundlage ist das seit 1. Januar 1953 geltende hessische Ortsgerichtsgesetz (OrtsGG), auf Grund dessen vorher errichtete Schätzungsämter und Feldgerichte ihre Tätigkeit einstellen mussten. Den Ortsgerichten obliegen die durch Gesetz näher bezeichneten Aufgaben auf dem Gebiete der freiwilligen Gerichtsbarkeit und des Schätzungswesens. Sie führen ein Dienstsiegel.

## Aufgaben
- Beglaubigungen von Unterschriften und Abschriften, § 13 OGerG HE
- Erteilung von Sterbefallsanzeigen an das Amtsgericht, § 14 OGerG HE
- Sicherung des Nachlasses nach § 1960 BGB, § 16 OGerG HE
- Mitwirkung bei Festsetzung und Erhaltung von Grundstücksgrenzen, § 17 OGerG HE
- Schätzungen, § 18 OGerG HE, hier  müssen drei Ortsgerichtsmitglieder tätig werden.

Für die Erfüllung dieser Aufgaben erheben die Ortsgerichte Gebühren (§ 20 OGerG HE).

## Geschichte
Bis 1808 bestanden im Rheingau Haingerichte (mit einem General-Haingericht in Eltville). In der ersten Hälfte des 19. Jahrhunderts wurden im Herzogtum Nassau und in den Frankfurter Dorfschaften Feldgerichte eingesetzt; als diese Gebiete 1866 zu Preußen kamen, bestanden die Feldgerichte fort.
Im Großherzogtum Hessen wurden für die Provinzen Starkenburg und Oberhessen 1852 Ortsgerichte geschaffen.
Mit Inkrafttreten des Gerichtsverfassungsgesetzes 1879 und des Gesetzes über die Angelegenheiten der freiwilligen Gerichtsbarkeit am 1. Januar 1900 blieben die Ortsgerichte im Großherzogtum Hessen bestehen. Im preußischen Hessen-Nassau wurden an Orten ohne Amtsgericht Ortsgerichte eingeführt; in den Ortschaften mit Amtsgericht wurden durch Verordnung von 1907 Schätzungsämter errichtet (das Feldgericht Wiesbaden bestand bis 1952).
1960 hat das Bundesverfassungsgericht die Verfassungsbeschwerde eines Notars gegen das Ortsgerichtsgesetz zurückgewiesen.